# Fuga de carbunco de Sverdlovsk
La fuga de carbunco de Sverdlovsk (del ruso: Эпидемия сибирской язвы в Свердловске) fue un incidente en el cual esporas de Bacillus anthracis fueron liberadas en forma accidental de una instalación militar en la ciudad de Sverdlovsk (actual Ekaterimburgo) 1450 km al este de Moscú el 2 de abril de 1979. Este accidente algunas veces es llamado el «Chernóbil biológico». El posterior brote de carbunco (o ántrax maligno), por inhalación de las esporas resultó en al menos un centenar de muertes, aunque el número exacto de víctimas aún no se conoce a ciencia cierta. La causa de la epidemia fue ocultada durante años por la Unión Soviética, que achacó las muertes al consumo de carne contaminada del área, y las lesiones subcutáneas a la manipulación de dicha carne por los carniceros. Se eliminaron todos los registros médicos de las víctimas para evitar acusaciones de violaciones serias de la Convención sobre armas biológicas.

## Antecedentes
La ciudad cerrada de Sverdlovsk había sido un importante centro de producción del complejo militar-industrial soviético desde la Segunda Guerra Mundial. Producía tanques, cohetes nucleares y otros armamentos. Un accidente nuclear de gran tamaño tuvo lugar en esta región en 1957, cuando una instalación de deshechos nucleares explotó (conocido como el Accidente de Kyshtym), resultando en el esparcimiento de polvo radiactivo a un perímetro de unos mil kilómetros cuadrados. El desarrollo de armas biológicas en Sverdlovsk se inició después de la Segunda Guerra Mundial, utilizando documentación capturada en Manchuria como parte del Programa japonés de guerra bacteriológica.
La cepa de B. anthracis producida en el Complejo Militar n.º 19 cerca de Sverdlovsk era la más poderosa en arsenal soviético (Ántrax 836). Había sido aislada como resultado de otro accidente que había tenido lugar en 1953 en la ciudad de Kirov, donde una fuga de la instalación bacteriológica contaminó el sistema de drenaje. En 1956, el biólogo Vladimir Sizov descubrió una cepa aún más virulenta en los roedores capturados en la zona. Existían planes para armar con esporas de esta cepa a los misiles SS-18, los cuales tenían como objetivos ciudades estadounidenses, entre otros.

## El accidente
El cultivo del agente patógeno producido en la instalación se secaba para producir un polvo fino que pudiera ser utilizado como aerosol. Unos filtros de gran tamaño sobre los tubos de escape eran las únicas barreras entre el polvo y el ambiente exterior. En el último viernes de marzo de 1979, un técnico retiró un filtro atascado mientras las máquinas secadoras estaban temporalmente apagadas. Dejó una notificación escrita, pero su supervisor no la escribió en su bitácora como debía. El supervisor del siguiente turno no encontró nada inusual en la bitácora, y procedió a encender las máquinas. Pasadas unas horas, alguien se dio cuenta de que el filtro había sido retirado y lo volvió a colocar. El mando militar fue informado del incidente, pero las autoridades locales y las de la ciudad no fueron avisadas de inmediato. Boris Yeltsin, que era entonces un líder regional del Partido Comunista, ayudó a encubrir el accidente.
Durante los días siguientes cayeron enfermos todos los trabajadores de una planta de cerámica al otro lado de la calle. La mayoría murieron en una semana. El número de muertos ascendió por lo menos a 105, aunque el número exacto de víctimas no se conoce debido a que todos los registros de los hospitales y otras pruebas fueron destruidas por la KGB, según el exvicedirector del Biopreparat Ken Alibek.

## La investigación
En los años 1980, hubo un vigoroso debate internacional sobre si el brote fue natural o causado por una exposición accidental. De haber sido accidental, se discutió si efectivamente representaba una violación de la Convención de Armas Biológicas de 1972. Un cierto número de investigaciones menores realizadas por científicos rusos en los años siguientes a la disolución de la Unión Soviética reabrieron el caso en varios artículos de periódicos.
Un equipo de investigadores occidentales encabezados por el profesor Matthew Meselson de Harvard  logró finalmente entrar en la región en 1992, y concluyó que todas las víctimas habían estado expuestas directamente en la dirección del viento cuando las esporas fueron liberadas en forma de aerosol. El ganado en el área también se vio afectado. En esta ocasión se descubrió que el accidente fue causado por no substituir un filtro de un tubo de escape en las instalaciones, y aunque el problema fue corregido rápidamente, era demasiado tarde para evitar la fuga. Si el viento hubiese estado soplando en dirección de la ciudad cuando ocurrió el accidente, el resultado hubiese sido la propagación del patógeno a cientos de miles de personas. La instalación militar aún sigue cerrada para ser inspeccionada. Originalmente, el Profesor Meselson había argumentado por muchos años que la causa del brote había sido natural y que las autoridades soviéticas no estaban mintiendo cuando negaban tener un programa activo de guerra biológica, pero la información puesta al descubierto durante la investigación dejaba muy pocas dudas. La esposa de Meselson, Jeanne Guillemin, que participó en la investigación, detalló los eventos en un libro publicado en 1999.

## Eventos posteriores
El primer ministro de Rusia, Yegor Gaidar, emitió un decreto para comenzar la desmilitarización del Complejo 19 en 1992. No obstante, la instalación continuó en funcionamiento. Desde 1992, ningún periodista ha obtenido permiso para visitar el área. Unos 200 soldados con perros rottweiler patrullan el complejo. Las actividades secretas fueron trasladadas al subsuelo, y varios nuevos laboratorios fueron construidos y equipados para trabajar con patógenos altamente peligrosos. Existen sospechas de que la cepa H-4 del Bacillus anthracis, cuya virulencia y resistencia a los antibióticos han sido incrementadas dramáticamente mediante la ingeniería genética es objeto de investigaciones en el complejo.